# .pf (domaine)
Pour les articles homonymes, voir PF et .pf (homonymie).
.pf est le domaine de premier niveau national réservé à la Polynésie française. Sa gestion administrative est confiée à l’Agence de réglementation du numérique (ARN) de la Polynésie française et sa gestion technique est confiée au fournisseur d'accès à Internet Vini.

## Statistiques d'usage
En août 2024, environ 28 000 domaines utilisent l'extension .pf.